# Hydrometalurgia
Hydrometalurgia − dział metalurgii zajmujący się otrzymywaniem metali z roztworów uzyskiwanych przez ługowanie rud, z reguły polimetalicznych. Zajmuje się również elektrochemiczną rafinacją metali. 
Procesy hydrometalurgiczne bywają sprzężone z pirometalurgicznymi (np. elektrochemiczna rafinacja metali otrzymywanych w procesach pirometalurgicznych lub prażenie i wysokotemperaturowa redukcja wodorotlenków wytrącanych z roztworów pozyskiwanych przez ługowanie rud).